# Margines chirurgiczny

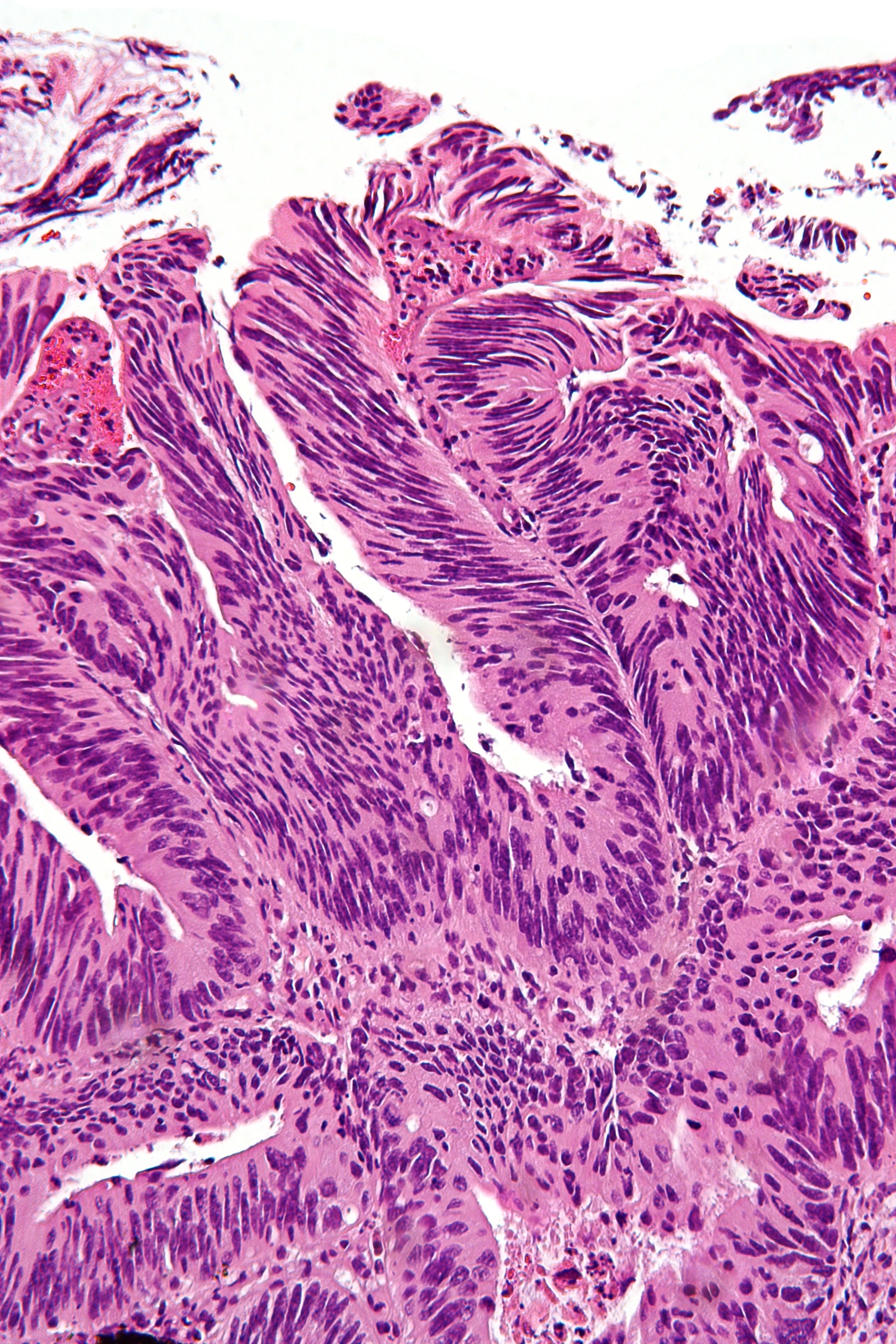
Dodatni margines chirurgiczny – naciek gruczolakoraka jelita grubego w linii cięcia chirurgicznego

Margines chirurgiczny – jest to pasmo zdrowych tkanek wyciętych wraz z usuwanym fragmentem nieprawidłowych, zmienionych chorobowo tkanek. W chirurgii onkologicznej oznacza usunięcie guza w obrębie zdrowych tkanek wolnych od nacieku nowotworowego, co warunkuje doszczętność onkologiczną zabiegu.
Uzyskanie ujemnego marginesu chirurgicznego jest bardzo ważnym czynnikiem rokowniczym dla wielu nowotworów. Ocena marginesu chirurgicznego jest elementem badania histopatologicznego preparatu po operacji.
W zależności od stopnia uzyskanej doszczętności resekcji zmiany margines jest klasyfikowany:
- R0 – nowotwór usunięty w zakresie zdrowych tkanek makroskopowo i mikroskopowo (ujemny margines chirurgiczny),
- R1 – nowotwór usunięty makroskopowo w zakresie zdrowych tkanek, ale mikroskopowo stwierdza się naciek nowotworowy w linii cięcia chirurgicznego (dodatni margines chirurgiczny),
- R2 – nowotwór usunięty nieradykalnie mikroskopowo i makroskopowo, naciek nowotworowy jest widoczny bez użycia mikroskopu.